# Ceriana vespiformis
Ceriana vespiformis är en tvåvingeart som först beskrevs av Pierre André Latreille 1809.  Ceriana vespiformis ingår i släktet griffelblomflugor, och familjen blomflugor.
Artens utbredningsområde är Italien. Inga underarter finns listade i Catalogue of Life.

## Bildgalleri

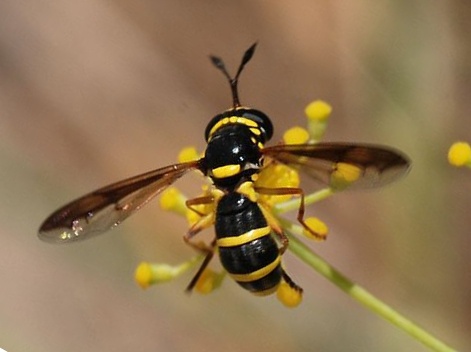
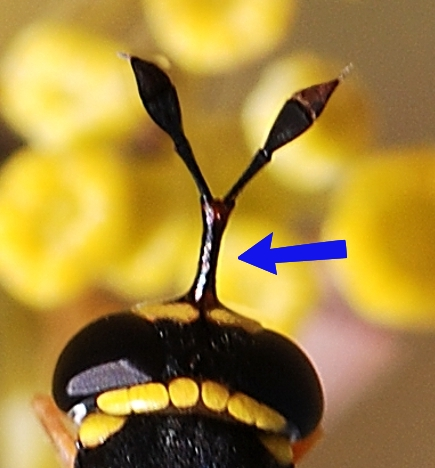
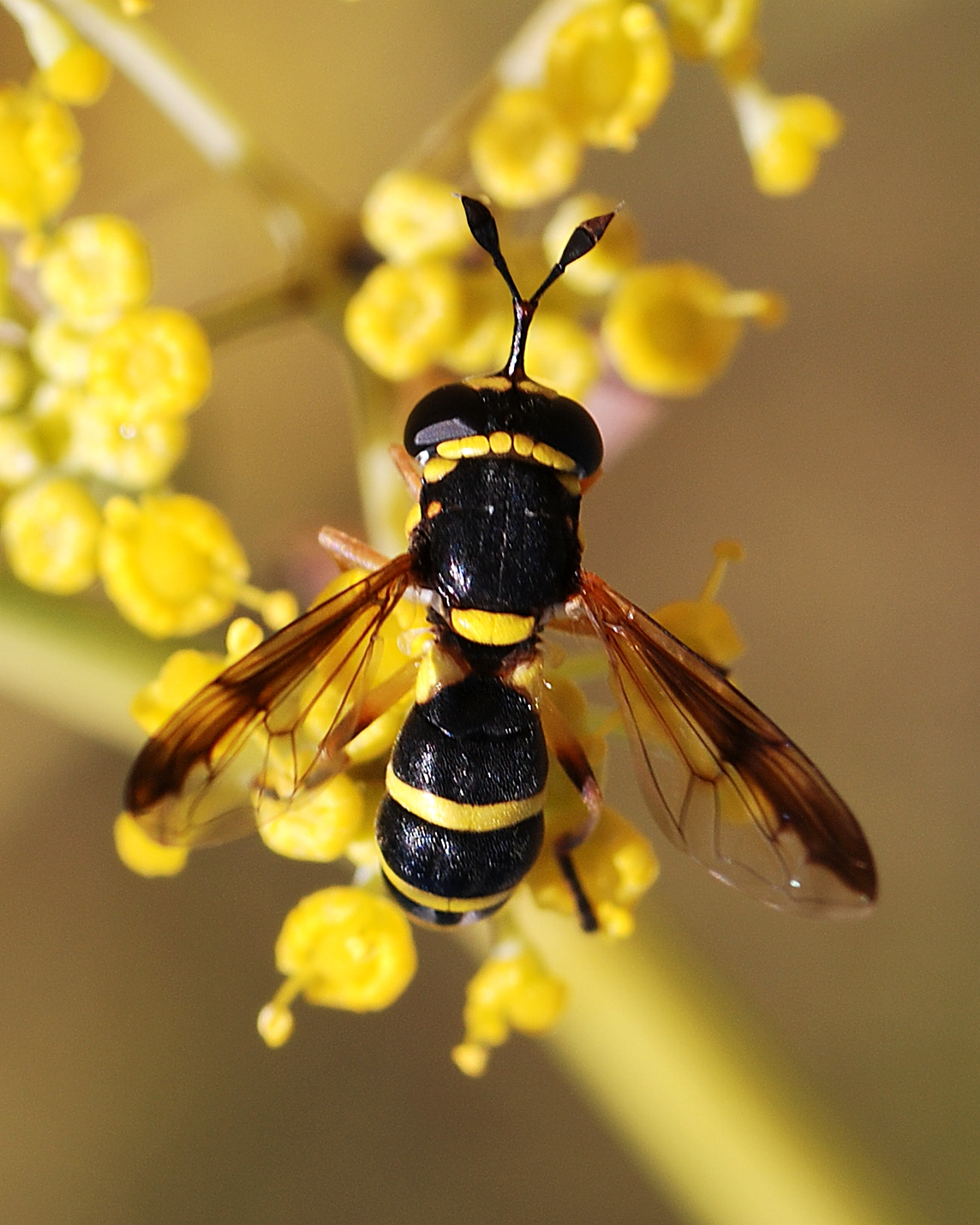
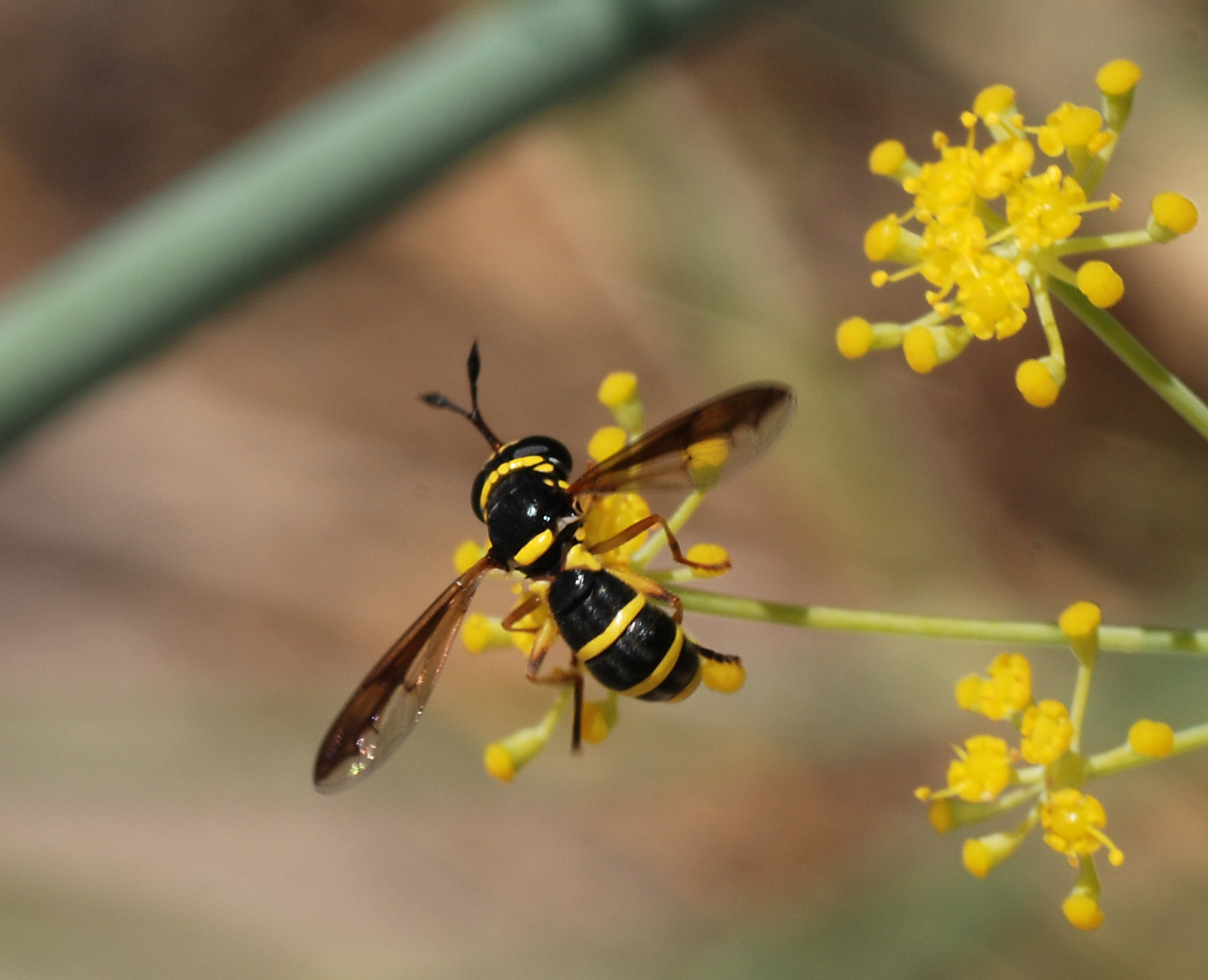
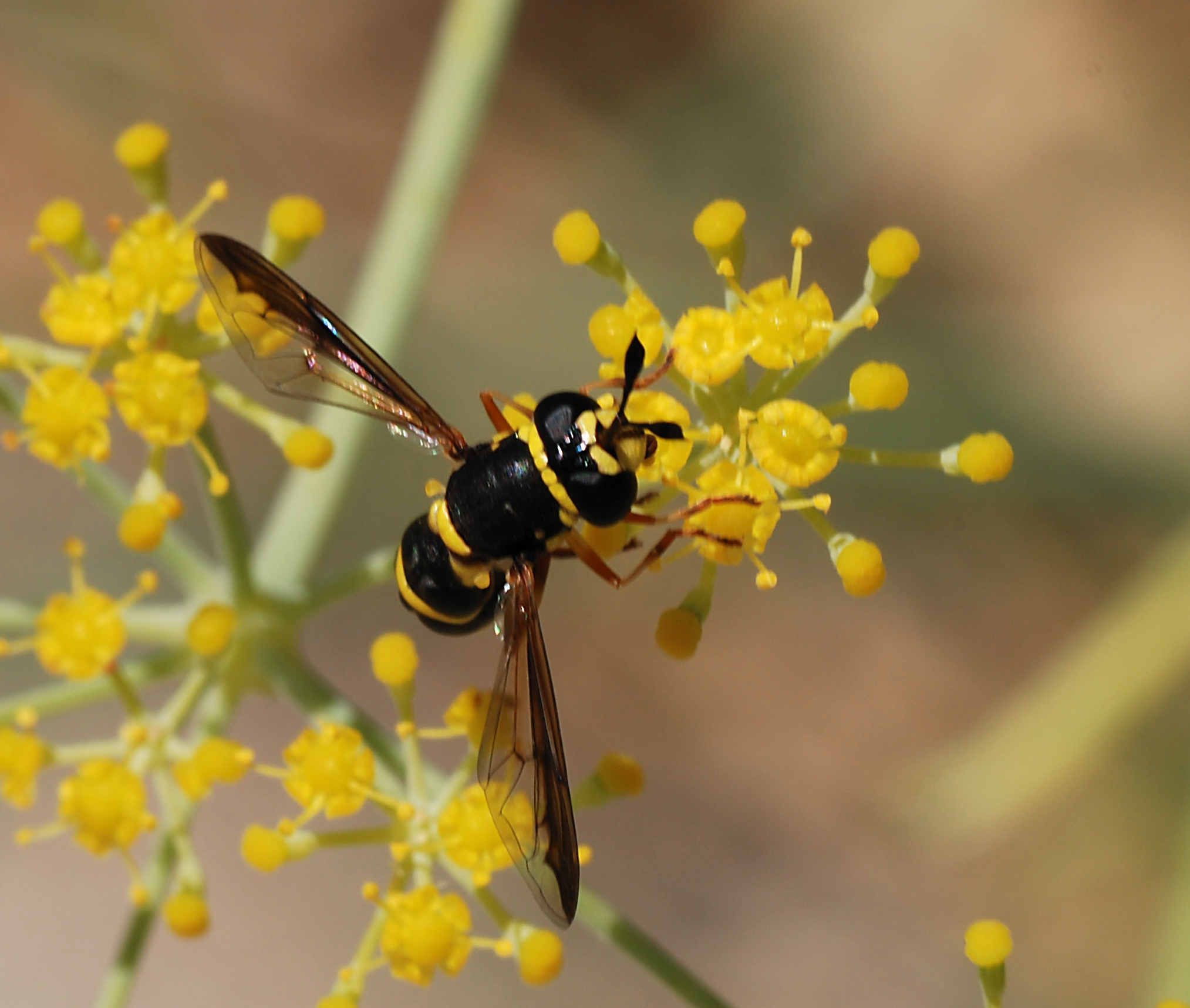